# Vladimír Hagara
Vladimír Hagara (7 de novembro de 1943 – 24 de maio de 2015) foi um futebolista profissional eslovaco que atuava como defensor.

## Carreira
Vladimír Hagara fez parte do elenco da Seleção Checoslovaca de Futebol, na Copa de 70.